# دیدار شرق و غرب
 دیدار شرق و غرب (مرغ سحر) نام یک آلبوم موسیقی اثر کیوان ساکت، هنرمند ایرانی است که در سبک  سنتی تهیه شده و دارای ۹ آهنگ است. فاضل جمشیدی و مازیار حیدری نیز در ساخت این آلبوم همکاری کرده‌اند.

## فهرست آهنگ‌ها
| ردیف | آهنگ                                  |
| ۱    | مرغ سحر                               |
| ۲    | ادامه مرغ سحر                         |
| ۳    | ادامه مرغ سحر                         |
| ۴    | مارش ترک                              |
| ۵    | چهار فصل (بهار، موومان اول) / ویوالدی |
| ۶    | کاپریس ۳۴ و سه واریاسیون / پاگا نی نی |
| ۷    | تم‌هایی از سمفونی ۴۰ / موتسارت         |
| ۸    | رقص مجار، شمارهٔ ۱ / برامس             |
| ۹    | رقص مجار، شمارهٔ ۴                     |